# Štáflova bašta

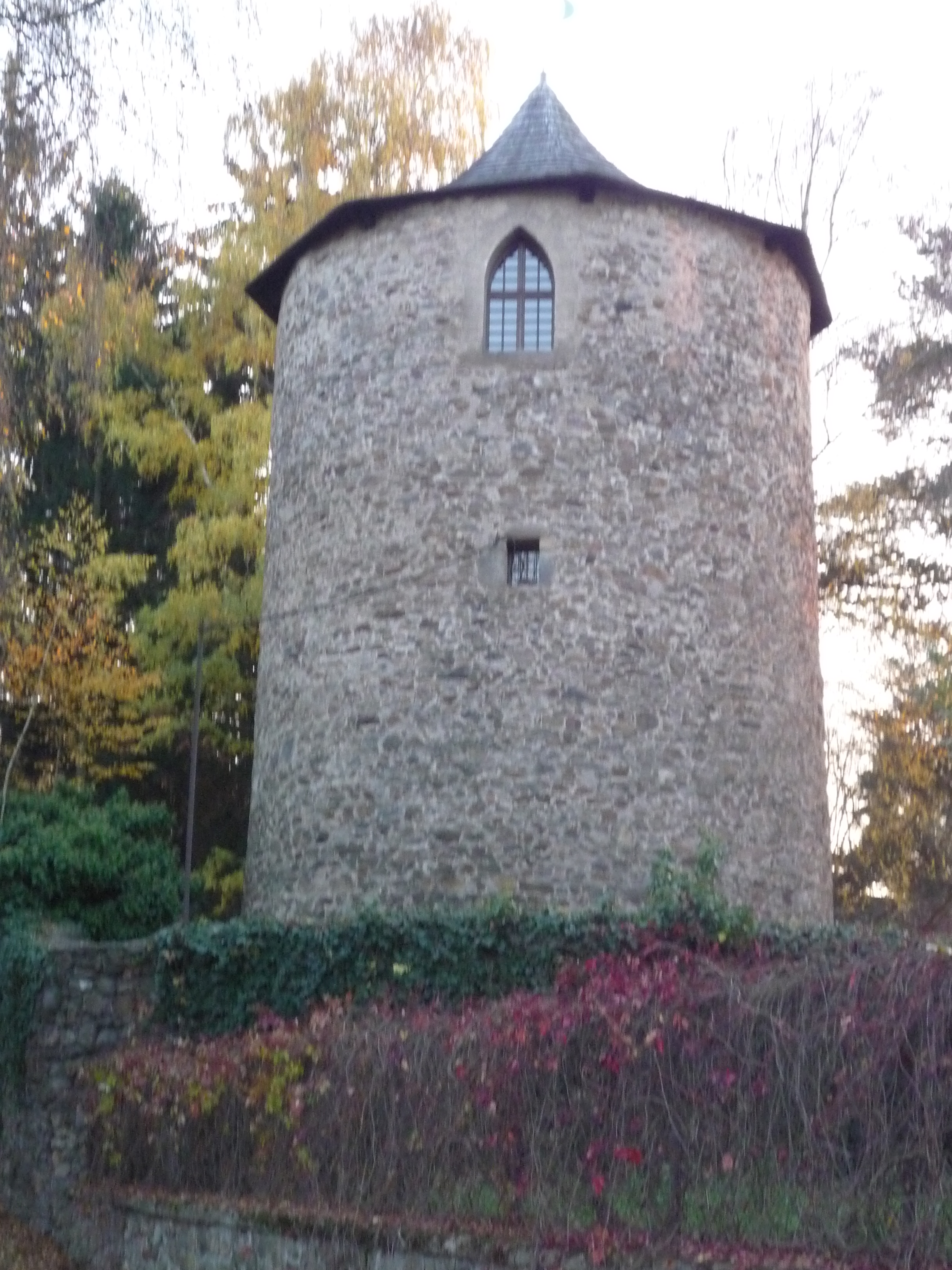
Štáflova bašta

Štáflova bašta je objekt gotického hradebního systému Havlíčkova Brodu. Stojí v parku Budoucnost na Rubešově náměstí.

## Historie
Postavena byla společně s opevněním města po roce 1310. Od roku 1957 v jeho prostorech funguje památník Otakara Štáfla, které spravuje Muzeum Vysočiny Havlíčkův Brod.

## Památník Otakara Štáfla
V památníku lze vidět předměty dokumentující život a dílo Otakara Štáfla. Kromě nich jsou zde umístěny Štáflovy plastiky, zachycující výjevy ze života Karla Havlíčka Borovského. Poslední rekonstrukce byla provedena v roce 1984, při příležitosti 100. výročí Štáflova narození.